# 프르제로프

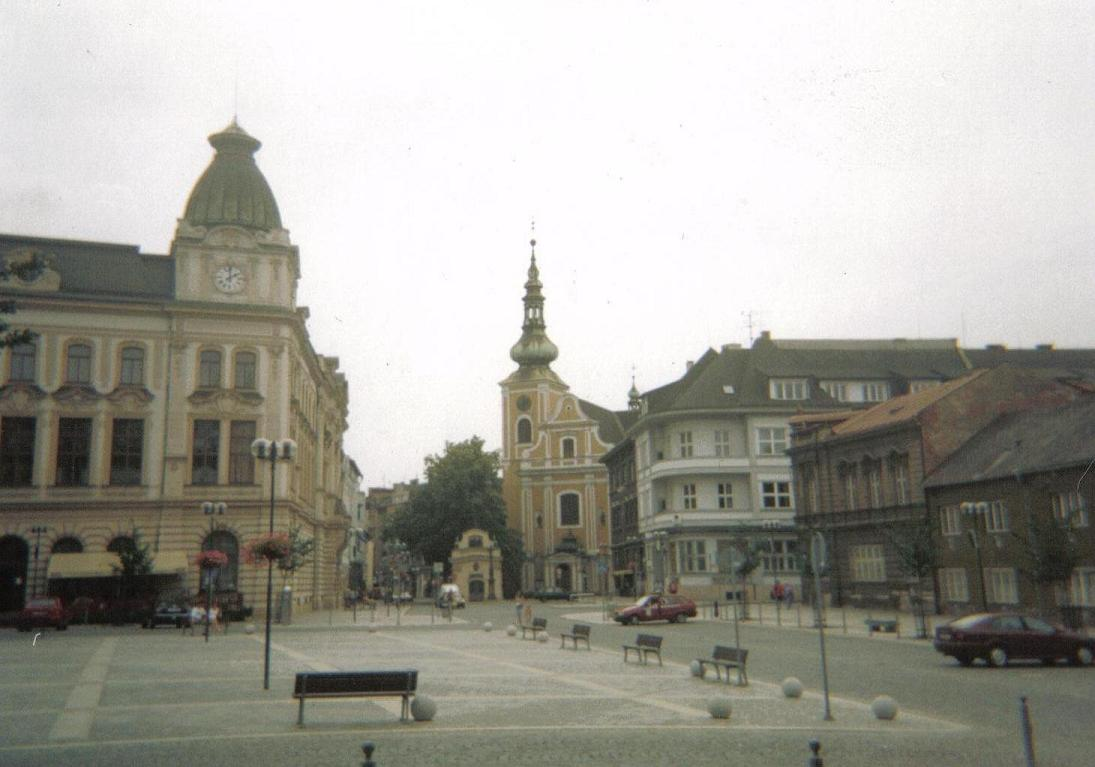
프르제로프

프르제로프(체코어: Přerov, 독일어: Prerau 프레라우[*])는 체코 동부 올로모우츠주의 도시로, 면적은 58.50km2, 높이는 210m, 인구는 47,373명(2008년 기준), 인구 밀도는 810명/km2이다. 올로모우츠에서 남동쪽으로 22km 정도 떨어진 곳에 위치하며 모라바 지방의 중심 도시 역할을 한다. 1872년에 설립된 주브르 양조장으로 유명한 곳이다.

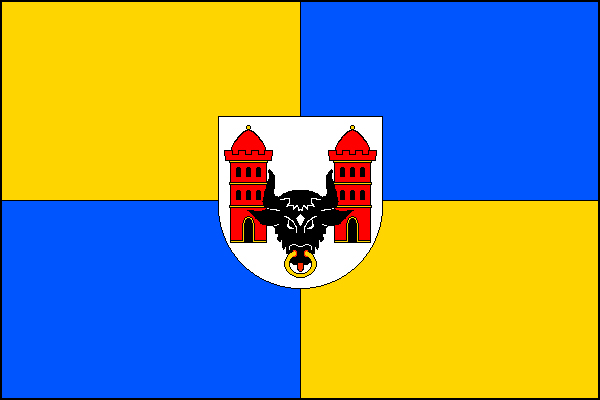
시기
시 문장

## 인구
| 연도           | 인구   | ±%     |
| -------------- | ------ | ------ |
| 1869           | 11,341 | —      |
| 1880           | 15,464 | +36.4% |
| 1890           | 17,749 | +14.8% |
| 1900           | 22,007 | +24.0% |
| 1910           | 26,966 | +22.5% |
| 1921           | 28,442 | +5.5%  |
| 1930           | 30,270 | +6.4%  |
| 1950           | 29,054 | −4.0%  |
| 1961           | 36,101 | +24.3% |
| 1970           | 44,324 | +22.8% |
| 1980           | 50,593 | +14.1% |
| 1991           | 51,300 | +1.4%  |
| 2001           | 48,335 | −5.8%  |
| 2011           | 44,361 | −8.2%  |
| 2021           | 41,019 | −7.5%  |
| 출처: Censuses |        |        |